# Anna Pawłowa
Anna Pawłowa (ros. Анна Павловна Павлова, Anna Pawłowna Pawłowa, właściwie Анна Матвеевна Павлова, Anna Matwiejewna Pawłowa, w językach Europy Zachodniej często transkrybowane jako Anna Pavlova; ur. 31 stycznia?/12 lutego 1881 w Petersburgu, zm. 23 stycznia 1931 w Hadze) – rosyjska tancerka baletowa o międzynarodowej sławie.

## Życiorys
W latach 1906–1913 była primabaleriną Teatru Maryjskiego w Petersburgu. Występowała również w zespole Les Ballets Russes Siergieja Diagilewa w Paryżu. W 1914 roku założyła własny zespół baletowy, przez kilkanaście lat występując z nim na scenach niemal całego świata.
Jej najbardziej znaną rolą jest Umierający łabędź z Karnawału zwierząt Camille’a Saint-Saënsa.
Pawłowa zagrała także główną rolę w amerykańskim filmowym dramacie historycznym The Dumb Girl of Portici (1916).
Od nazwiska Pawłowej pochodzi nazwa deseru pavlova, który miał być podobno pierwszy raz przygotowany, gdy tancerka poprosiła o „coś lekkiego”.